# Andreas Sigismund Marggraf

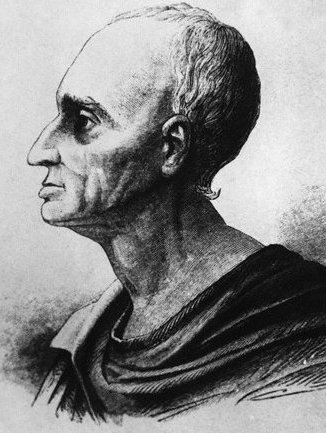
Andreas Sigismund Marggraf

Andreas Sigismund Marggraf (* 3. März 1709 in Berlin; † 7. August 1782 ebenda) war ein deutscher Apotheker und Chemiker. Er gilt als letzter bedeutender Chemiker der Ära der Phlogistontheorie und entdeckte den Zuckergehalt heimischer Pflanzen, so 1747 den Rübenzucker.

## Leben
Andreas Sigismund war der erste Sohn von Henning Christian Marggraf (1680–1754) und Anna Martha Kellner (1685–1752). Sein Vater, Gründer und Inhaber der Bärenapotheke, unterrichtete den Jugendlichen in Pharmazie und Chemie. Später war er als Student der Chemie Schüler von Caspar Neumann, dem Leiter der Klasse praktische (pharmazeutische) Chemie am Ober-Collegium medicum in Berlin. Neumann, ein Schüler von Georg Ernst Stahl, führte Marggraf in die Phlogistontheorie ein, die sein chemisches Denken ein Leben lang bestimmen sollte. Zur Erweiterung seines Wissens studierte Marggraf Chemie und Physik in Straßburg, Medizin in Halle und Metallurgie in Freiberg. Zwecks Vertiefung seiner Kenntnisse besuchte er einige Hütten- und Bergwerksorte. Für das Jahr 1730 ist er im Gesellenbüchlein der von Jacob Reinbold Spielmann geführten Hirschapotheke in Straßburg gelistet.
Wieder in Berlin, arbeitete Marggraf von 1732 bis 1752 in der väterlichen Apotheke Zum goldenen Bären. Henning Christian Marggraf handelte wohl als einziger Berliner Apotheker mit Rohrzucker. Das
Luxusgut war nur der Oberschicht bekannt und wurde ausschließlich in Apotheken verkauft. Sein Sohn beschäftigte sich schon während der Tätigkeit in der Bärenapotheke mit der Entwicklung von Zucker aus heimischen Pflanzen und entdeckte 1747 den Zucker in der Runkelrübe.
1738 wurde er Mitglied der Königlich-Preußischen Akademie der Wissenschaften.
Nach dem Tod seiner Mutter 1752 verlor Andreas Sigismund Marggraf die Bärenapotheke durch eine Intrige seiner Schwäger Joachim Friedrich Lehmann und Julius Tilebein und musste das Haus zügig verlassen. Ab 1754 konnte er sich ganz auf seine chemischen Forschungen konzentrieren, da ihm von der Akademie ein Laboratorium und eine Dienstwohnung (Dorotheenstr. 10) zur Verfügung gestellt wurden. 1754 stellte er erstmals reine Tonerde dar. Aufgrund seiner Entdeckung des Zuckers in der Runkelrübe  wurde er nach dem Tode des bisherigen Direktors Johann Theodor Eller 1760 zum Direktor der Physikalisch-Mathematischen Klasse der Königlichen Akademie der Wissenschaften gewählt. Diese Dienststellung hatte er bis zu seinem Tod 1782 inne. Als sein Nachfolger übernahm Franz Carl Achard auch das Laboratorium und die Dienstwohnung.
Marggraf hielt sich den aktuellen Zeitfragen der Chemie fern und widmete sich meist im Labor seinen analytischen Untersuchungen. Dieses Verhalten, gepaart mit seinen Untersuchungserfolgen, trug ihm viel Anerkennung ein. 1776 wurde er Ehrenmitglied der Russischen Akademie der Wissenschaften in Sankt Petersburg. 1777 wurde er Mitglied (associé étranger) der Académie des sciences in Paris. Zu seinen Schülern gehörte auch Martin Heinrich Klaproth, der mit Christina Sophia Lehmann verheiratet war, der Tochter des Kaufmanns Joachim Friedrich Lehmann, der die Bärenapotheke von seinem Schwager Henning Christian Marggraf 1753 erworben hatte. Diese Apotheke erwarb Klaproth 1780 nach der Heirat mit Christina Sophia Lehmann.
Andreas Sigismund Marggraf starb 1782 im Alter von 73 Jahren in Berlin. Er wurde auf dem Kirchhof an der Dorotheenstädtischen Kirche beigesetzt. Das Grabmal ging spätestens bei der Einebnung von Kirche und Kirchhof im Jahr 1965 verloren.

## Leistungen
- Verbesserte Methode zur Phosphorgewinnung durch „Destillation“ einer Mischung aus eingedampftem Harn mit Bleioxichlorid (Hornblei), Sand und Kohle (1743). Marggraf erkannte, dass Phosphor bei der Verbrennung an Gewicht zunimmt (s. Antoine Lavoisier). Die Phosphorsäure und Salze der Phosphorsäure (Natriumammoniumphosphat = Sal microcosmicum) untersuchte er gründlich.
- Herstellung von Kaliumcyanid aus Rinderblut und Verwendung der Bildung von Berliner Blau zum Eisennachweis, Beschreibung der auflösenden Wirkung von Kaliumcyanid auf Metallsalze und edle Metalle (Silber, Gold) (1745)
- Zinkgewinnung durch Reduktion von Galmei mit Kohlepulver unter Luftabschluss (1746) und durch Erhitzen von Zinksulfat, das er aus Galmei und Alaun gewinnt
- Untersuchungen des Zuckergehaltes heimischer Pflanzen. Mit Feststellung eines hohen Zuckergehaltes der Runkelrübe legt er den Grundstein für eine heimische Zuckerindustrie (Rübenzuckerindustrie). 1747 trug er seine Beobachtungen der Akademie vor :
„So kam ich gelegentlich auf den Gedanken, auch die Teile verschiedener Pflanzen, welche einen süßen Geschmack besitzen, zu erforschen und nach mannigfaltigen Versuchen, welche ich angestellt habe, fand ich, dass einige dieser Pflanzen, nicht nur einen dem Zucker ähnlichen Stoff, sondern in der Tat wirklichen Zucker enthalten, der dem bekannten aus Zuckerrohr gewonnenen genau gleicht.“

Er erwähnt drei besonders leicht wachsende, auf mittelmäßigem Boden gedeihende Pflanzen, aus deren Wurzeln er reinen Zucker isolierte: 1) den „weißen Mangold“ Cicla officinarum (Runkelrübe), 2) die Zuckerwurzel (Sisarum Dodonaci), 3) den Rüben-Mangold oder den roten Mangold. Er beschreibt ausführlich die Gewinnung des Zuckers aus dem Saft dieser Wurzeln und die Reinigung desselben, aber dabei bleibt er stehen. Die Verwertung dieser Versuche zu einer einheimischen Zuckerindustrie überlässt er seinem Freund, Schüler und Nachfolger Franz Karl Achard, obgleich er selbst vollkommen die Tragweite seiner Entdeckung erkennt, wie sich aus seinen eigenen Worten ergibt: „Aus den hier dargelegten Versuchen geht klar hervor, dass dieses süße Salz in unserer Heimat gerade so bereitet werden kann, wie in den Gegenden, wo das Zuckerrohr wächst.“
aus : Allgemeine Deutsche Biographie
- Einführung des Mikroskops als Untersuchungsgerät in der Chemie. Marggraf nutzte es zur Beobachtung von Zuckerkristallen. (ab 1747)
- Er untersuchte 1748 in Berlin das Wasser einer eisenhaltigen Quelle. Da er dem Wasser Heilkräfte bestätigte, wurde dem heutigen Ortsteil der Name „Gesundbrunnen“ (Ortsteil im Bezirk Berlin-Mitte) gegeben.
- Gewinnung von Ameisensäure durch Destillation von Ameisen (1749)
- Unterscheidung von Ameisen- und Essigsäure durch Reduktion des Quecksilberoxids durch Ameisensäure
- Unterscheidung von Natrium und Kalium durch Flammenfärbung (1758)
- Marggraf untersuchte das Metall Platin mit Königswasser und erhielt eine Platinchloridlösung, diese Lösung diente zur Trennung der Natrium- von den Kaliumsalzen.
- Erste Charakterisierungen des anorganischen Farbpigments Ultramarin (1768).

## Schriften
- Die meisten Abhandlungen Marggrafs befinden sich in den Mémoires de l’Académie des sciences de Berlin von 1747–1779 und in den Miscellanea Berolinensia.
- Chemische Schriften. Berlin 1761 und 1767.